# Antoine Bonfanti
Antoine Bonfanti fue un ingeniero de sonido francés, jefe operador de sonido y mezclador; profesor en escuelas de cine (habitualmente en el INSAS en Bruselas, la EICTV en Cuba y puntualmente en la FEMIS - antes el IDHEC - y en el ENSLL), así como en institutos cinematográficos de Francia y en el extranjero. Nacido el 26 de octubre de 1923 en Ajaccio, Córcega, fallecido el 4 de marzo de 2006 en Montpellier, Hérault, Francia.

## Trayectoria
Empieza su oficio como aprendiz del micrófono de pértiga en La Belle et la Bête de Jean Cocteau. Es considerado como uno de los pioneros del sonido en directo en decorados naturales: "la escuela del sonido directo es francesa - dijo el ingeniero de sonido Jean-Pierre Ruh - comenzó con Antoine Bonfanti".
Él es conocido por sus notables colaboraciones con famosos cineastas como Bernardo Bertolucci, André Delvaux, Amos Gitaï, Jean Luc Godard, Joris Ivens, William Klein, Chris Marker, Gérard Oury, Alain Resnais, René Vautier, Paul Vecchiali… (ver filmografía a continuación).
Es cuidadoso de la absoluta autenticidad del sonido: ama por encima de todo construir el paisaje sonoro de una película en todas sus etapas, desde la filmación hasta la mezcla (es decir, el sonido directo y el sonido ambiente en el rodaje, y los ruidos, los doblajes, la mezcla en el auditorio). En este esquema, podemos contar 120 películas de las cuales 80 largometrajes. Si no, su filmografía total, increíble, incluye 420 títulos enumerados en largos y cortometrajes de ficción y documental; pero algunos pueden faltar todavía porque -  comprometido en cine como en política - Antoine hizo mucho gratis, tal vez, cuáles no se han listados todos. 
Partisano, y después voluntario en el "Bataillon de Choc" durante los años de guerra 1943-1945; militante, comunista de corazón, testigo atento, también participa en el Colectivo SLON que se convertirá en ISKRA , y en los grupos Medvedkine.
Ha transmitido su “savoir faire” como artista del sonido, y formó a varias generaciones de ingenieros de sonido en numerosos países ( Angola, Argelia, Argentina, Chile, Cuba, Marruecos, Mozambique, Perú, Portugal, Túnez, Venezuela) donde hacer cine es una cuestión de combate.
La película Antoine Bonfanti – Traces sonores d'une écoute engagée, de Suzanne Durand, reconstruye una trayectoria profesional de más de 50 años, que demuestra un compromiso mucho más allá de la simple profesión y de su colaboración con tantos cineastas; representa igualmente un planteamiento original de la práctica del sonido.
Se dice a sí mismo entrevistado por Noël Simsolo en una emisión de France Culture, Mémoire du siècle, Antoine Bonfanti, difundida por primera vez el 20 de agosto de 1997, y retransmitida en “Les Nuits de France Culture” el 25 de enero de 2016 a medianoche.

## Biografía
Antoine, llamado "Nono" por su familia corsa, "Toni" por sus compañeros de guerra y "Bonbón" en el cine, nace en 1923 en Ajaccio, Córcega. La familia regresa a África en 1926 (después de haber pasado ya algunos años en Conakry, República de Guinea - antes “Guinea francesa"-). Su padre es "receveur-principal des postes" en Bobo-Dioulasso en Burkina-Faso (antes "Haute Volta"). Antoine pasa allí algunos años de su infancia, pero cuando su hermano mayor Louis tiene que entrar a la secundaria, la familia vuelve a Córcega, antes de que su padre sea nombrado "recaudador de impuestos" en Saint-Rambert-d'Albon, y después en Touquet-Paris-Plage.
De niño en Córcega, descubre el cine parroquial. En Touquet, allí asiste a menudo a las proyecciones con su familia; conserva el recuerdo impresionante de cuando su padre organizó, por la muerte de Roger Salengro en 1936, una proyección de la película “Marins de Kronstadt” de Efim Dzigan;  proyección de donde los espectadores salien cantando "La Internacional”. 
Antoine tiene 13 años durante el "Front Populaire". Internado en el colegio Mariette, en Boulogne-sur-Mer, pasa en tren frente a las fábricas de acero d' Outreau, con las banderas rojas en los tejados, y le dejan fuertemente marcado los trabajadores en huelga que saludan al tren con el puño levantado. Los "a favor" y los "en contra" se pelean en el patio del colegio. Es allí que Antoine “tuvo la suerte de tener a Jean Marcenac como profesor de filosofía y francés, que le abrió los ojos y su biblioteca."
El principio de su toma de conciencia política llega en junio de 1940, después de la "drôle de guerre". Antoine no entiende la frase de Paul Reynaud, que tras el desastre había dicho: "No creo en los milagros, pero si me dijera que sólo un milagro puede salvar a Francia, yo creería en este milagro." Sin embargo, dos días más tarde, los alemanes ocupaban el Touquet. 
Al internado más tarde, en la escuela secundaria en Orléans (su tutor es un comisario de policía de Córcega), es expulsado en noviembre de 1941 por dejar K.O., después una pelea, el supervisor que lo había privado de comida; Antoine practicaba el boxeo en peso ligero (y también era competitivo y talentuoso nadador).
Tiene ganas de "resistencia". Hace grabados en linóleo para panfletos “en privado” e intenta varias veces con sus amigos pasar a Inglaterra en pequeñas barcas. Se convierte en peligroso para su padre, quien él forma parte de una red de la Resistencia; y cuando Antoine recibe una citación en mayo de 1942 para la construcción del "Muro atlántico", su padre le pide que se escape a Córcega (es el comisario quien le consigue un salvoconducto).  Él forma ahora parte de la "Resistencia armada urbana" en el "Front National" (Frente Nacional de lucha por la liberación y la independencia de Francia); "Hacíamos una guerra de liberación contra los alemanes y también una guerra revolucionaria contra el régimen de Pétain." 
En octubre de 1943, se compromete como voluntario en el "Bataillon de Choc". Es cazador en la 4ª Compañía. Después del desembarco en Toulon, su batallón sube hasta el Tirol; Antoine pierde muchos camaradas. Es desmovilizado sólo en septiembre de 1945.
Él tiene dos hijos de un primer matrimonio, Jean-Claude y Francis. Después se casaría con Maryvon Le Brishoual a la que conoce en Brasil en 1968, en el rodaje de la película Le Grabuge (O tumulto) de Edouard Luntz, producida por la Fox. Tienen 3 hijos: Kalanna, Maël y Solène.
En 1946, sigue cursos por correspondencia en el "Conservatoire de Arts et Métiers" y, gracias a su primo Mathieu Bonfanti, está elegido como becario en La Belle et la Bête de Jean Cocteau, en los Estudios Saint-Maurice, donde después aprende todos los puestos, todos los oficios del sonido. En 1948, entra en la Radiodifusión Francesa (que se hará la RTF en 1949 y el ORTF en 1964) donde aprende "a hacer lo que no se debe hacer...".
Él lucha contra la política de Estados Unidos que no acepta las cuotas: "pero con los "Accords Blum-Byrnes", Léon Blum  sacrifica el cine francés "para poner Francia en marcha", aceptando el Plan Marshall anunciado en junio de 1947".
Esta militancia no le impide entrar en la M.G.M - Francia (Metro-Goldwyn-Mayer), estudio de cine muy valorado en la época, donde adquiere el control de la post-sincronización y la mezcla.
En 1958, comienza a trabajar para el cine con la mayoría de directores "que han contado en una época que ha contado, y que entraban más o menos en el movimiento de "La Nouvelle Vague". Los encuentra en el auditorio de la SIMO en Boulogne-Billancourt, donde admira y aprende mucho con Jean Neny, el gran inventor de muchas técnicas de doblaje y mezcla en auditorio.
Cuando los rodajes de películas salen de los estudios, Antoine busca otros micrófonos, fabrica "bonnettes" para micros contra el viento, pértigas pequeñas para el reportaje y, más tarde, pasara mucho tiempo en crear un modelo de pértiga cuadrada.
En 1962, con Pierre Lhomme a la cámara, hace el sonido de la película de Chris Marker, Le Joli Mai, convertido en mito. Forma parte del colectivo SLON, creado por Chris Marker, que luego llamado ISKRA, (cuyo estará gerente durante algunos años) y de los "Groupes Medvedkine": "Es la aventura extraordinaria con los trabajadores de la Rhodiaceta en Besançon en 1967, y de las fábricas de Peugeot en Sochaux en 1968".
A partir de 1962, comienza a dar clases varias veces al año en el INSAS en Bruselas hasta mediados de los 80.
Entra "en comunión" con Cuba en 1963, durante el rodaje del documentario de Claude Otzenberger Fidel si, Fidel no (Cuba 1963). En ese momento, regala su favorito equipo téchnico (el Nagra III y el micro Beyer M160) al ICAIC. Para él "Cuba era una aplicación única de un concepto socialista, pero los cubanos, gente extraordinaria, no merecen lo que han vivido a continuación." Se está rebelando sin cesar contra el embargo (llamado blocus en Cuba) establecido en el año 1962 por USA, y que hoy continúa. 
En 1989, comienza a dar clases a la EICTV (Escuela Internacional de Cine), y cada año hasta febrero de 1999.
Cineastas como René Vautier, Yann Le Masson, Bruno Muel, Jacqueline Meppiel son sus camaradas, sus hermanos y hermana de lucha. Pero Antoine es también colaborador de personas muy diferentes de su familia política del principio, a partir del momento en que puede "hacer su sonido, para convertirlo en el sonido de la película," y que es aún más fácil para él imponer el sonido directo donde los actores improvisan y no pueden doblarse en post-sincronización (como Louis de Funès en las películas de Gérard Oury).
Está invitado a coloquios, seminarios y conferencias sobre el sonido, forma parte o es presidente del jurado de festivales, pero interviene principalmente en muchas oficinas, institutos, centros y escuelas de cine en muchos países; la Cinemateca de Lisboa le dedica una semana en marzo de 1985.
Enfermo, "descendió" a vivir con su esposa Maryvon a Montpellier en septiembre de 2000, cerca de su querido mar Mediterráneo. Allí es donde murió en marzo de 2006. Llegaran incontables mensajes de amor y gratitud (tanto en medios profesional como privado) y homenajes.

## Filmografía
Filmografía de sus collaboraciones a distintos niveles según los ańos (las fechas de las películas - L-M, C-M de ficción o documental- son las de rodaje o de exhibición en salas de cine.
*
 1946-48 : Studios de Saint-Maurice * 1946 : La Belle et la Bête de Jean Cocteau * 1948-50 : la Radiodiffusion française * 1950-56 : Auditorium MGM-France * 1955 : Afrique-sur-Seine de Paulin Soumanou Vieyra * 1956 : Un général revient de René Vautier * 1956-61 : Auditorium “la SIMO” (Direction Jean Neny), Studios de Boulogne * 1956 : Les aventures de Till l’Espiègle de Joris Ivens/Gérard Philippe * 1957 : Les Marines de François Reichenbach * 1958 : Hiroshima mon amour d’Alain Resnais * 1959 : Os Bandeirantes de Marcel Camus  * 1960 : Les honneurs de la guerre de Jean Devewer * 1960 : Magritte ou la leçon de choses de Luc de Heusch * 1961 : L’oiseau de paradis de Marcel Camus * 1962 : La Jetée de Chris Marker * 1962 : Le Joli mai de Chris Marker * 1962 : Muriel, ou le temps d’un retour d’Alain Resnais  * 1962 : Marvejols de Mario Ruspoli * 1962 : Octobre à Paris de Jacques Panijel * 1963 : Neuf émissions sur le cinéma polonais d’André Delvaux * 1963 : Fidel si Fidel no (Cuba 63) de Claude Otzenberger  * 1963 : Les plus belles escroqueries du monde de Jean-Luc Godard * 1963 : À Valparaíso de Joris Ivens * 1963 : Les Félins de René Clément * 1964 : L’insoumis d’Alain Cavalier * 1964 : Une femme mariée  de Jean-Luc Godard * 1964 : Le Corniaud de Gérard Oury * 1964 : L’homme au crâne rasé d’André Delvaux * 1964 : Le coup de grâce de Jean Cayrol/Claude Durand * 1964 : Bande à part de Jean-Luc Godard * 1964 : Le train de John Frankenheimer * 1965 : Le Bonheur 1repart. d'Agnès Varda * 1965 : Les tribulations d’un chinois en Chine de Philippe de Broca * 1965 : Qui êtes-vous Polly Maggoo ? de William Klein * 1965 : La guerre est finie d’Alain Resnais * 1965 : Pierrot le fou de Jean-Luc Godard * 1965 : Deux ou trois choses que je sais d’elle de Jean-Luc Godard * 1965 : Masculin, Féminin de Jean-Luc Godard * 1965 : La brûlure des mille soleils de Pierre Kast * 1965 : Nick Carter et le trèfle rouge de Jean-Paul Savignac * 1965 : Suzanne Simonin, la Religieuse de Diderot de Jacques Rivette * 1965 : Les Ruses du diable de Paul Vecchiali * 1965 : Les Cœurs verts d’Edouard Luntz * 1966 : La Loi du survivant de José Giovanni * 1966 : La Grande Vadrouille de Gérard Oury * 1966 : Jeu de massacre d’Alain Jessua * 1966 : Le Père Noël a les yeux bleus de Jean Eustache * 1966 : Le Peuple et ses fusils de Joris Ivens
* 1966 : La terre et la boue de Joris Ivens * 1966 : Si j’avais 4 dromadaires de Chris Marker * 1967 : Les Jeunes Loups de Marcel Carné * 1967 : Un soir, un train d’André Delvaux * 1967 : Je t'aime, je t'aime d’Alain Resnais * 1967 : La Sixième face du Pentagone de Chris Marker * 1967 : A bientôt j’espère de Chris Marker/Mario Marret * 1967 : Lamiel de Jean Aurel * 1967 : Le Viol de Jacques Doniol-Volcroze * 1967 : La Chinoise de Jean-Luc Godard  * 1967 : Loin du Vietnam du Collectif : J.L.Godard, W.Klein, J.Ivens, C.Lelouch, Ch.Marker, A.Varda * 1967 : Le 17e Parallèle de Joris Ivens, Marceline Loridan  * 1967 : Week-end de Jean-Luc Godard  * 1967 : Mexico, Mexico de François Reichenbach * 1967  : Rotterdam de Joris Ivens * 1968 : One Plus One de Jean-Luc Godard  * 1968 : Mister Freedom de William Klein * 1968 : Le Grabuge d’Edouard Luntz * 1968 : Three de James Salter * 1968 : Nous n'irons plus au bois de Georges Dumoulin * 1968 : L'amour c'est gai, l'amour c'est triste de Jean-Daniel Pollet * 1968 : Classe de lutte du Groupe Medvedkine (Pol Cèbe) * 1968 : Sept jours ailleurs de Marin Karmitz * 1969 : La Panaf (Festival Panafricain) de William Klein * 1969 : Eldridge Cleaver de William Klein * 1969 : Tout peut arriver de Philippe Labro * 1969 : Le Dernier Saut d’Edouard Luntz
* 1969 : La Maison des bories de Jacques Doniol-Volcroze * 1969 : Lettres de Stalingrad de Gilles Kast * 1969 : Le peuple et ses fusils de Joris Ivens  * 1969 : La parcelle de Jacques Loiseleux * 1969 : Vent d’est de Jean-Luc Godard * 1970 : Popsy Pop de Jean Herman * 1970 : La fin des Pyrénées de Jean-Pierre Lajournade * 1970 : Les premiers jours de la vie de Claude Edelman * 1970 :  Nigeria, Nigeria one d’Henri Hervé  * 1970 : Le Soldat Laforêt de Guy Cavagnac * 1970 : L'Étrangleur de Paul Vecchiali * 1970 : Vladimir et Rosa de Jean-Luc Godard * 1970 : Luttes en Italie (Lotte in Italia) de Jean-Luc Godard
* 1970 : British Sounds de Jean-Luc Godard * 1970 : Amougies (Music Power - European Music Revolution)  de Jérôme Laperrousaz * 1970 : On vous parle du Brésil : Carlos Marighela de Chris Marker  * 1970 : On vous parle de Paris : Les mots ont un sens - François Maspero de Chris Marker * 1970 : On vous parle de Prague : Le 2eprocès d’Arthur London de Chris Marker * 1970 : Le coup de l’ours de Jean-Pierre Kalfon * 1971 : Lettre à mon ami Pol Cèbe de Michel Desrois * 1971 : Paulina 1880   de Jean-Louis Bertuccelli * 1971 : Week-end à Sochaux de Bruno Muel * 1971 : La Folie des grandeurs de Gérard Oury * 1971 : Concerts de Stockhausen au Liban d’Anne-Marie Deshayes * 1971 : Belle d’André Delvaux * 1971 : L’homme de feu de Claude Caillou * 1971 : L’humeur vagabonde d’Edouard Luntz * 1971 : Lo Païs de Gérard Guérin * 1971 : Meurtre à la radio de Jacques Bral * 1971 : Avoir vingt ans dans les Aurès de René Vautier * 1971 : Le train en marche de Chris Marker * 1971 : Ça n'arrive qu'aux autres de Nadine Trintignant * 1971 : Démocratie syndicale de Miroslav Sebestik
* 1971 : La Cicatrice intérieure de Philippe Garrel * 1972 : Athanor de Philippe Garrel * 1972 : Sans sommation de Bruno Gantillon * 1972 : Une baleine qui avait mal aux dents de Jacques Bral * 1972 : Une belle fille comme moi de François Truffaut * 1972 : La Société du spectacle de Guy Debord * 1972 : Themroc de Claude Faraldo * 1972 : Les Petits Enfants d'Attila  de Jean-Pierre Bastid * 1972 : Continental Circus de Jérôme Laperrousaz * 1973 : Gouma de Michel Papatakis * 1973 : La Nuit américaine de François Truffaut * 1973 : Le dernier tango à Paris de Bernardo Bertolucci * 1973 : La Folle de Toujane de René Vautier * 1973 : Femmes au soleil de Liliane Dreyfus * 1973 : L’Inde au féminin de François Chardeaux * 1973 : L'Homme du fleuve de Jean-Pierre Prévost
* 1973 : La république est morte à Dien Bien Phu de Jérôme Kanapa * 1973 : Le Mariage à la mode de Michel Mardore * 1973 : Défense de savoir de Nadine Trintignant * 1973 : Sweet Movie de Dušan Makavejev * 1973 : Le Sourire vertical de Robert Lapoujade * 1973 : Kashima Paradise de Yann Le Masson * 1973 : Pour les Palestiniens, une Israélienne témoigne d’Edna Politi * 1973 : Septembre chilien de Bruno Muel * 1974 : Tendre Dracula de Pierre Grunstein * 1974 : Le temps d’Emma (Emma Stern) de Liliane de Kermadec * 1974 : Les Versaillais ont-ils pris Paris ? Niet ! de Jacques Prayer * 1974 : La nuit du phoque de Jean-Jacques Birgé * 1974 : Les Noces de porcelaine de Roger Coggio * 1974 : La solitude du chanteur de fond de Chris Marker
* 1974 : Femmes, femmes de Paul Vecchiali * 1974 : Zig-Zig de László Szabó * 1974 : L'Assassin musicien de Benoît Jacquot * 1974 : India Song de Marguerite Duras * 1974 : Tabarnac de Claude Faraldo * 1974 : Hu-Man de Jérôme Laperrousaz * 1974 : Le Voyage d'Amélie de Daniel Duval * 1974 : Il pleut toujours où c'est mouillé de Jean-Daniel Simon * 1974 : Au long de rivière Fango de Sotha * 1974 : Mort d'un guide de Jacques Ertaud * 1974 : Histoire de Paul de René Féret * 1974 : Quand tu disais Valéry de René Vautier * 1974 : La Bête de Walerian Borowczyk * 1974 : Tout bas de Noël Simsolo * 1974 : Lutte d'aujourd'hui de Miroslav Sebestik * 1974 : Si j'te cherche, j'me trouve de Roger Diamantis * 1975 : L'Homme du fleuve de Jean-Pierre Prévost * 1975 : Les Fleurs du miel de Claude Faraldo * 1975 : Je t'aime moi non plus de Serge Gainsbourg * 1975 : Je suis Pierre Rivière de Christine Lipinska * 1975 : Le Voyage de noces de Nadine Trintignant
* 1975 : Ce gamin, là de Renaud Victor * 1975 : Les bicots-nègres vos voisins de Med Hondo * 1975 : Le Graphique de Boscop de Sotha et George Dumoulin * 1975 : Interview de Benjamin Murmelstein (film Le Dernier des injustes de Claude Lanzmann, sorti en 2013) * 1975 : Les Jours gris d’Iradj Azimi * 1975 : L'Affiche rouge de Frank Cassenti * 1975 : Guerre du peuple en Angola de Marcel Trillat-Bruno Muel-Antoine Bonfanti-Michel Desrois * 1975 : Pierre Molinier - 7, rue des Tourets de Noël Simsolo * 1975 : Gloria Mundi de Nikos Papatakis * 1975 : Daguerréotypes d'Agnès Varda * 1976 : Dernière sortie avant Roissy de Bernard Paul * 1976 : Le Rouge de Chine de Jacques Richard * 1976 : El Cine soy yo de Luis Armando Roche * 1976 : Les Ambassadeurs de Nacer Ktari * 1976 : Quatorze juillet(s) de Jacques Prayer * 1976 : Mademoiselle K. de Robert Faurous Palacio * 1976 : Le jardin des Hespérides de Jacques Robiolles * 1976 : Le Grand Soir de Francis Reusser * 1976 : L’adieu nu de Jean-Henri Meunier * 1976 : Le Berceau de cristal de Philippe Garrel * 1976 : Les Enfants du placard de Benoît Jacquot * 1976 : La Communion solennelle de René Féret * 1976 : La Spirale de Armand Mattelart, Valérie Mayoux et Jacqueline Meppiel
* 1976 : Flocons d'or de Werner Schroeter * 1977 : Promesse d’été d’Olivier Delilez * 1977 : La machine de Paul Vecchiali * 1977 : Sauf dimanches et fêtes de François Ode * 1977 : Le vingt-troisième cessez-le-feu de Jean-François Dars, Anne Papillault * 1977 : En l'autre bord de Jérôme Kanapa * 1977 : Le Théâtre des matières de Jean Claude Biette * 1977 : Le Fond de l'air est rouge de Chris Marker * 1977 : Une page d’amour de Jean Rabinovitch * 1977 : La triple mort du 3epersonnage d’Helvio Soto * 1977 : Faz la Coragem, Camarada de Ruy Duarte de Carvalho
* 1978 : Utopia d’Iradj Azimi
* 1978  : Les Aventures de Holly et Wood 1ère part.de Robert Pansard-Besson * 1978  : Exit seven d’Emile Degelin * 1978  : L’arrêt au milieu de Jean-Pierre Sentier * 1978  : Dierick Boots d’André Delvaux * 1978  : La balle perdue de Jean-Luc Miesch * 1978  : Les petits enfants du jazz d’A.Weinberger * 1978  : Femme entre chien et loup d’André Delvaux * 1978  : Corps à cœur de Paul Vecchiali * 1978  : Grands soirs et petits matins de William Klein * 1978  : Les Belles Manières de Jean-Claude Guiguet * 1978  : Plurielles de Jean-Patrick Lebel * 1978  : Le coup du singe d’Ode Bitton et Jean-Pierre Kalfon * 1978  : L’animal en question de Vladimir Pozner * 1978  : Angela Davis de Jacqueline Meppiel * 1978  : La fête aujourd’hui de Maria Koleva * 1978  : Rue du Pied de Grue de Jean-Jacques Grand-Jouan * 1978  : Seize minutes vingt secondes de Miroslav Sebestik * 1978  : Images de femmes - Location de Noël Simsolo * 1978  : Le Rose et le Blanc de Robert Pansard-Besson
* 1979 : West Indies ou les nègres marrons de la liberté de Med Hondo * 1979 : Extérieur, nuit de Jacques Bral * 1979 : Lettre de Benjamin de Simone Boruchowicz * 1979 : Simone Barbès ou la vertu de Marie-Claude Treilhou * 1979 : Série indienne : Les Bauls - Calcutta - Bénarès – Konarak de Georges Luneau  * 1979 : Des quetsches pour l’hiver de Jean-Paul Menichetti * 1979 : Hé ! Tu m'entends ?  de Renaud Victor * 1979 : Les Derviches-tourneurs de Pierre-Marie Goulet * 1979 : Tout dépend des filles de Pierre Fabre * 1979 : Tartan Jacket de Cécile Clairval * 1979 : Yamar Fiesta de Luis Figueroa * 1979 : Estraburgo en Chile de Philippe Avril * 1979 : Grenade d’Olivier Landau * 1979 : Chants de l’aube de Noël Simsolo * 1980 : Parano de Bernard Dubois * 1980 : Haine de Dominique Goult * 1980 : Cauchemar de Noël Simsolo * 1980 : C'est la vie de Paul Vecchiali * 1980 : Le Jardinier de Jean-Pierre Sentier
* 1980 : Les aventures de Holly et Wood 2epart. de Robert Pansard-Besson * 1980 : Les anciens du Vercors de Bruno Muel * 1980 : Karim de François Ode * 1980 : Instinct de femme de Claude Othnin-Girard * 1980 : Souvenir inoubliable de Philippe Nahoun * 1980 : Oxalá d’António Pedro Vasconcelos * 1980 : Comme la mer et ses vagues d’Edna Politi * 1980 : Les Brus de Juan Luis Buñuel * 1980 : Guns de Robert Kramer * 1980 : Le regard des autres de Fernando Ezequiel Solanas * 1980 : Plogoff des pierres contre des fusils de Nicole le Garrec * 1980 : Court circuits de Patrick Grandperret * 1981 : Pan-pan de Noël Simsolo * 1981 : Les Îles d’Iradj Azimi * 1981 : Corre Gitano de Tony Gatlif * 1981 : Les Filles de Grenoble de Joël Le Moign’ * 1981 : Sans soleil de Chris Marker * 1981 : Lettres d'amour en Somalie de Frédéric Mitterrand  * 1982 : Ava Basta de Marie-Jeanne Tomasi * 1982 : Salut la puce de Richard Balducci
* 1982 : Nous étions tous des noms d’arbres d’Armand Gatti * 1982 : L’anniversaire de Thomas de Jean-Paul Menichetti * 1982 : Ana d’António Reis et Margarida Cordeiro * 1983 : Biotherm de Jérôme Laperrousaz * 1983 : Site de Pierre-Marie Goulet * 1983 : La meute de Jean-Paul Dekiss * 1983 : Un bruit qui court de Jean-Pierre Sentier * 1983 : Demi-pression de Georges Trillat * 1983 : Taxi de nuit de Jean-Claude Bonfanti * 1983 : Mimoria de Simon Lucciani * 1983 : Point de fuite de Raoul Ruiz * 1983 : Benvenuta d’André Delvaux * 1983 : Club Med de Jérôme Laperrousaz  * 1983 : Les frères Baschet de Marc Baschet * 1983 : Un rendez-vous manqué de François Ode * 1984 : Juin de Miroslav Sebestik * 1984 : Le Juge de Philippe Lefebvre * 1984 : Notre mariage de Valeria Sarmiento * 1984 : Azzione de J.Simon Peretti * 1984 : Malavia de Dominique Tiberi * 1984 : Caméra de Marie-Jeanne Simoni * 1984 : Overdose de Georges Trillat 
* 1984 : Les anges d’Elsie Haas * 1984 : Comédie de François Ode * 1984 : O Lugar do Morto de António-Pedro Vasconcelos * 1984 : 2084 de Chris Marker * 1984 : Amazonie (série télé) de Jacques-Yves Cousteau * 1984 : Collages de Sarenco * 1984 : La légende inachevée de Robert Faurous Palacio * 1984 : Pouca terra de Saguenail * 1984 : Drôle d’oiseau de Michel Kania * 1985 : Rouge-gorge de Pierre Zucca * 1985 : L’éveillé du pont de l’Alma de Raoul Ruiz * 1985 : La lézarde de Gérard Lecca * 1985 : Beau temps mais orageux en fin de journée de Gérard Frot-Coutaz * 1985 : micro-endoscopie en chambre postérieure de Michel Tomasi * 1985 : Paulette, la pauvre petite milliardaire de Claude Confortès * 1985 : Transhumances : Le Retour des chevaux de Vania Villers * 1985 : Haïti d’Elsie Haas * 1985 : Ana d’Antonio Reis et Margarida Cordeiro * 1985 : Rosa la rose, fille publique de Paul Vecchiali * 1985 : Mourir un peu de Saguenail * 1986 : Avec sentiment de Paul Vecchiali * 1986 : Sauveteurs d’Emmanuel Audrain * 1986 : L’oiseau de feu d’Ann Marchi * 1986 : U Catalorzu de Dominique Maestrati * 1986 : Domaine d’Anghione de Michel Tomasi * 1987 : Plage de Pierre-Marie Goulet * 1987 : Hold-up d’Yves Pedron * 1987 : Les demoiselles d’Avignon de Noël Simsolo * 1987 : Once More ou Encore de Paul Vecchiali * 1987 : La ronde républicaine de Barbara Gaspary * 1987 : Les chemins de Zouc de Claude Massot * 1988 : Matar Saudades de Fernando Lopes * 1988 : Le Café des Jules de Paul Vecchiali * 1988 : Transfench de Jean Lefaux * 1988 : Albanie de Jean-Pierre Graziani * 1988 : Malincunia de Dominique Maestrati * 1988 : Maintenant de Pierre-Marie Goulet * 1988 : Berlin-Jérusalem (1repartie) d’Amos Gitaï * 1988 : Saint-Algue d’Yves Pedron * 1988 : Les camps du silence de Bernard Mangiante * 1988 : L'Œuvre au noir d’André Delvaux * 1988 : Une fille d’Henri Herré * 1988 : L’horloge du village de Philippe Costantini * 1988 : Jiri Kolar d’Ann Marchi * 1989 : l’amour en latín de Saguenail * 1989 : Berlin-Jérusalem (2epartie) d’Amos Gitaï * 1989 : 1001 films d’André Delvaux * 1989 : Bona sera (ou La bouteille de gaz) d’Henri Graziani
* 1989 : Nef de Gabriel le Bomin * 1989 : Engins d’Yves Pedron * 1989 : La déclaration des droits de l’homme de Raoul Ruiz * 1989 : L’homme en blanc d’Yves Pedron * 1989 : L’homme de terre de Boris Lehman * 1989 : La mémoire des îles d’Emmanuel Audrain * 1989 : Les cousins d’Amérique de Philippe Costantini * 1989 : Cristofanu Columbu de Toni Casalonga * 1990 : Le cantique des pierres de Michel Khleifi * 1990 : Roman-photos de Carole Scotta * 1990 : Giorno di rabbia de Thomas Langmann * 1990 : Impetrata de Dominique Tiberi * 1990 : Le Voyage étranger de Serge Roullet * 1990 : Babel de Boris Lehman * 1990 : De l’autre côté du miroir de Dominique Maestrati * 1991 : Alba Mossa d’Yves de Peretti * 1991 : Golem, l'esprit de l'exil d’Amos Gitaï * 1991 : 1, 2, 3, soleil ! de Marie-Jeanne Simoni * 1991 : Comedie musicale de Christian Blanchet * 1991 : Madunaccia ou Nous deux d’Henri Graziani * 1991 : Babilée 91 de William Klein * 1991 : Rosa Negra de Margarida Gil * 1991 : Marie Atger d’Anita Fernandez * 1991 : Matria de Jacky Micaelli * 1991 : Entre ciel et mer de Gabriel Le Bomin * 1991 : La voie royale de Dominique Maestrati * 1992 : Golem, le jardin pétrifié d’Amos Gitaï * 1992 : Chronique d’une banlieue ordinaire de Dominique Cabrera * 1992 : Noces de sable de Véronique Lindberg * 1992 : Faits et dits de Nasreddin (Hodja) de Pierre-Marie Goulet * 1993 : Tripot au feu de Jean-Jacques Privas * 1993 : Jeu fatal d’Omar Chraïbi * 1993 : Le soir de l’Angelus d’Aymeric de Valon * 1993 : Le Fond de l'air est rouge - v.ang.  de Chris Marker * 1993 : La chevelure de Bérénice d’Ann Marchi * 1993 : Portrait d’un mineur (Raconte grand-père) de Jean-Luc Debeve  * 1993 : Tap-tap d’Elsie Haas * 1993 : À la recherche du mari de ma femme  de Mohamed Abderrahman Tazi * 1994 : La parabole corse d’Ange Casta * 1994 : Asientos de François Woukoache * 1994 : Les Égarés de Gabriel Le Bomin * 1994 : De sueur et de sang  (Wonder Boy) de Paul Vecchiali * 1994 : Leçon de vie de Boris Lehman * 1995 : Marques et traces de Noël Simsolo * 1996 : Cocteau - Mensonges et vérités de Noël Simsolo * 1996-97 : Debout dans ce siècle anthracite de Christiane Rorato * 1998 : Cubafroamérica de Maryvon Le Brishoual-Bonfanti * 1999 : Le blanc de Bilbalogo (Burkina-Faso) de Maryvon Le Brishoual-Bonfanti * 1999 : San Bartuli - l’écho de La Castagniccia de Maryvon Le Brishoual-Bonfanti * 2002 : Fragile comme le monde de Rita Azevedo

## Prix et nominations
- Césars 1977 : nomination au César du meilleur son pour le film Je t'aime moi non plus de Serge Gainsbourg.

## Publication
Antoine Bonfanti et Pierre Ley, "le film" , dans Denis Mercier (dir.), Le livre des Techniques du Son, Tome 3 : L'exploitation , Paris, Eyrolles, 1993, p. 327-389